# Megamelus venosus
Megamelus venosus är en insektsart som först beskrevs av Ernst Friedrich Germar 1830.  Megamelus venosus ingår i släktet Megamelus och familjen sporrstritar. Inga underarter finns listade i Catalogue of Life.